# Henk Nijdam
Henk Nijdam (Eelderwolde, gemeente Haren (Groningen), 26 september 1935 – Breda, 30 april 2009) was een Nederlandse wielrenner. Nijdam werd geboren in de buurtschap Halfweg, toentertijd behorende tot het Harense gedeelte van het dorp Eelderwolde.

## Biografie
Zijn specialiteit was de achtervolging. In deze discipline werd hij tweemaal wereldkampioen: in 1961 bij de amateurs en in 1962 bij de onafhankelijken. Dat jaar werd hij gekozen tot Sportman van het jaar in Nederland. Daarna werd hij beroepswielrenner. Hij deed zesmaal mee aan de Ronde van Frankrijk en won zowel in de editie 1964 (in dienst bij de Televizier wielerploeg) als in de editie 1966 een etappe. In de Ronde van Spanje van 1966 won hij drie etappes. In deze ronde werd hij 22e in het algemeen klassement. Henk Nijdam had de bijnaam Pijpje Drop. Henk Nijdam overleed op 30 april 2009 op 73-jarige leeftijd.
De dam in de buurt van Eelderwolde die de Hoornseplas en Hoornsemeer van elkaar scheidt is vernoemd naar Henk Nijdam en draagt de naam 'Nijdam'.
Zijn zoon Jelle was later ook een bekend wielrenner.

## Resultaten in voornaamste wedstrijden
| Jaar | Ronde van Italië | Ronde van Frankrijk | Ronde van Spanje |
| ---- | ---------------- | ------------------- | ---------------- |
| 1963 | opgave           |                     |                  |
| 1964 |                  | 66e (1)             |                  |
| 1965 |                  | 50e                 |                  |
| 1966 |                  | 73e (2)             | 22e (3)          |
| 1967 |                  | uitgesloten         | 59e (1)          |
| 1968 |                  | opgave              |                  |
| 1969 |                  | opgave              | opgave           |

| Jaar | Gent-Wevelgem | Ronde van Vlaanderen | Parijs-Roubaix | Amstel Gold Race | Parijs-Tours |
| ---- | ------------- | -------------------- | -------------- | ---------------- | ------------ |
| 1963 |               |                      |                |                  |              |
| 1964 | 66e           |                      | 60e            |                  |              |
| 1965 | 32e           |                      |                |                  |              |
| 1966 | 65e           |                      | 58e            |                  | 17e          |
| 1967 | 17e           | 51e                  |                |                  | 60e          |
| 1968 | 72e           | 72e                  | 7e             | 15e              | 45e          |
| 1969 | 50e           |                      |                |                  |              |

Wielerploegen van Henk Nijdam
Andries ·
Baens ·
Baeyens ·
Bocklant ·
Boonen ·
Borra ·
Couchez ·
Da Rugna ·
Deloof ·
De Pré ·
A. Dekkers ·
P. Dekkers ·
Delameilleure ·
Derboven ·
Desmet ·
van Est ·
Foré ·
Grondelaers ·
Henckaerts ·
Impanis ·
Janssens ·
Nijdam ·
Nys ·
Ongenae ·
Planckaert ·
Post ·
Roman ·
Samyn ·
Schroeders ·
Sorgeloos ·
Stevens ·
Vandaele ·
Vanden Bogaert · 
Van den Broeck ·
Vangeneugden · 
Van Looy  ·
Van Tongerloo ·
Vandecaveye · 
van de Ven · 
Zilverberg
Andries ·
Bocklant ·
Boonen ·
Borra ·
Boucquet ·
Brands ·
Colmenarejo ·
E. Coppens ·
R. Coppens ·
Couchez ·
Covent ·
De Pré ·
Dekkers ·
D. Delameilleure ·
G. Delameilleure ·
De Loof ·
A. Desmet ·
W. Desmet ·
Foré ·
G. García ·
H. García ·
Gómez del Moral ·
Gonzales ·
Henckaerts ·
Heuvelmans ·
Jiménez ·
Jongen ·
Lauwers ·
Lenaers ·
Mangeas ·
Mayoral ·
Mendiburu ·
Nijdam ·
Oellibrandt ·
Ongenae ·
Peelen ·
Planckaert ·
Quesada ·
Roman ·
Rosa ·
Samyn ·
Sánchez ·
Segu ·
Sels ·
Sivilotti ·
Soler ·
Stevens ·
Suárez ·
Suñé ·
Tortellá ·
Tous ·
Van den Broeck ·
Van Der Vloet · 
Van Holsbeke · 
Van Tongerloo ·
Vandecaveye · 
Vandenberghe ·
Vanhoutte
Bayssière ·
Bölke ·
Bracke ·
Daunat ·
Delisle ·
Desvages ·
Dumont ·
Frennet ·
Gruchet ·
Hill ·
Holst ·
Johanns ·
Karstens ·
Letort ·
Mathy ·
Morn ·
Nijdam ·
Notaerts ·
Pingeon ·
Rabaute ·
Raymond · 
Samy ·
Van Der Linde ·
Van Coningsloo ·
Vandenbergh ·
Verstrepen ·
van der Vleuten · 
Zimmermann